# Antonio Sacchi
Antonio Sacchi (Gorla Primo, 29 maggio 1911 – ...) è stato un calciatore italiano, di ruolo attaccante.

## Carriera
Ha disputato cinque stagioni con la Comense dal 1929 al 1931 in Prima Divisione, dal 1931 al 1934 in Serie B realizzando una buona messe di reti, poi ha disputato tre stagioni a Crema, poi di nuovo tre stagioni a Como.

### Club

#### Competizioni nazionali
- Seconda Divisione: 1

Comense: 1930-1931